# Hohbusch
Die Hofschaft Hohbusch ist ein Ortsteil der Gemeinde Lindlar, Oberbergischer Kreis im Regierungsbezirk Köln in Nordrhein-Westfalen (Deutschland).

## Lage und Beschreibung
Hohbusch liegt im westlichen Lindlar an der Landstraße L84 in der Nähe von Hohkeppel unmittelbar an der Gemeindegrenze zu Engelskirchen.
Weitere Nachbarorte sind Wilhelmshöhe, Kleuelshöhe, Oberstaat (Engelskirchen), Herkenhähn und Vellingen.
Der Ort befindet sich auf der Wasserscheide zwischen dem Lennefer Bach und der Agger.

## Geschichte
1830 lebten in Hohbusch 23 Menschen.
Aufgrund § 10 und § 14 des Köln-Gesetzes wurde 1975 die Gemeinde Hohkeppel aufgelöst und umfangreiche Teile in Lindlar eingemeindet. Darunter auch Hohbusch.

## Vereine
- Fußballverein: 1. FC Hohbusch (Gymnasium Lindlar)

## Wander- und Radwege
- Der Wanderweg Rund um Lindlar durchläuft den Ort.
- Der Ortsrundwanderweg A2 durchläuft den Ort.
- Die SGV-Hauptwanderstrecke X29 von Essen nach Ueckerath, Bergischer Weg genannt,  durchläuft den Ort.
- Die SGV-Hauptwanderstrecke X11a von Bergisch Gladbach nach Niederseßmar, Rheinischer Weg genannt, durchläuft den Ort.

## Busverbindungen
Haltestelle Hohbusch:
- Bürgerbuslinie Lindlar - Hohkeppel